# Clea, Banquière très privée
Clea, Banquière très privée ist ein französischer Porno-Spielfilm der Regisseurin Liselle Bailey aus dem Jahr 2019. Er wurde als „Glamcore Movie of the Year“ ausgezeichnet. 

## Handlung
Als Vermögensverwalterin bei einer großen Bank kümmert sich Clea um die Portfolios der reichsten Kunden der Stadt und macht sie zu einer vertrauten Bekanntschaft dieser mächtigen Persönlichkeiten. 24 Stunden am Tag verfügbar, ist sie immer bereit, sich dem Vertrauen ihrer Kunden zu widmen, und geht regelmäßig über ihre Rolle als Bankerin hinaus, indem sie ihren Charme und ihre Liebe zum Sex anbietet. Aber Clea ist nicht nur ein hübsches Mädchen mit lockerer Moral: Sie hat auch eine wilde Seite, die notwendig ist, um in dem Haifischbecken, das sie besucht, stark zu bleiben. Clea taucht in der Stadt auf, hält sich fest und krempelt die Ärmel hoch, um das Feuer ihrer neuen Rivalin Alessandra zu löschen. Gerüchten zufolge will ein wichtiger Investor Millionen in die Londoner Finanzszene bringen. Natürlich beginnt ein gnadenloses Duell zwischen Clea und Alessandra, bei dem beide versuchen, diesen großen Fisch in ihren Netzen zu fangen.

## Auszeichnungen
- 2019: XBIZ Award Europe – Glamcore Movie of the Year